# Templo Tara Tarini
Tara Tarini Pitha (ତାରାତାରିଣୀ ପୀଠ) é um templo hindu de Adi Shakti e um dos Adi Shakti Pithas, nas colinas Kumari, na margem do rio Rushikulya, perto de Purusottampur, no distrito de Ganjam, em Orissa, a cerca de 28 km da cidade de Brahmapur, na Índia.
Os principais ídolos dentro de sua garbagriha (santuário mais interno) são dois rostos femininos de pedra adornados com ornamentos de ouro e prata. Duas cabeças de latão representando sua Chalanti Pratima estão entre eles. Há também uma pequena murti do Buda na garbhagriha.

## Lendas

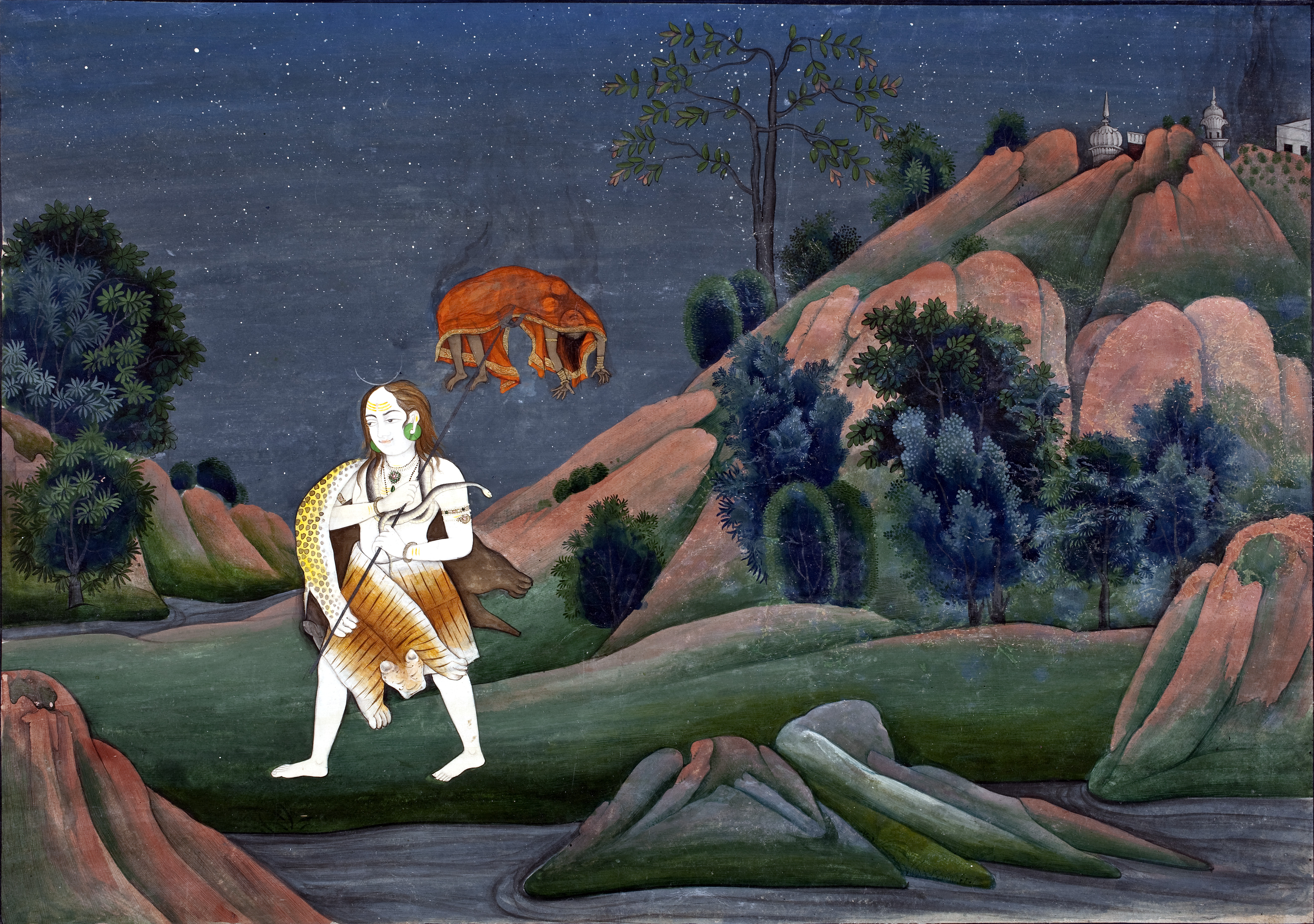
Shiva carregando o cadáver de Sati Devi

Acredita-se que os Shakti Pithas são os locais onde as partes do corpo da deusa Sati caíram, após serem cortadas pelo Sudarshana Chakra do Senhor Vishnu, durante os eventos do Daksha yajna. Diz-se que o Templo Tara Tarini está localizado onde os seios da deusa caíram.
O templo é um dos quatro Adi Shakti Pithas. Os outros são: Templo Kamakhya (genitais), Templo Vimala (pés), e Templo Kalighat Kali (dedos do pé direito).

## Festivais

### Chaitra Jatra

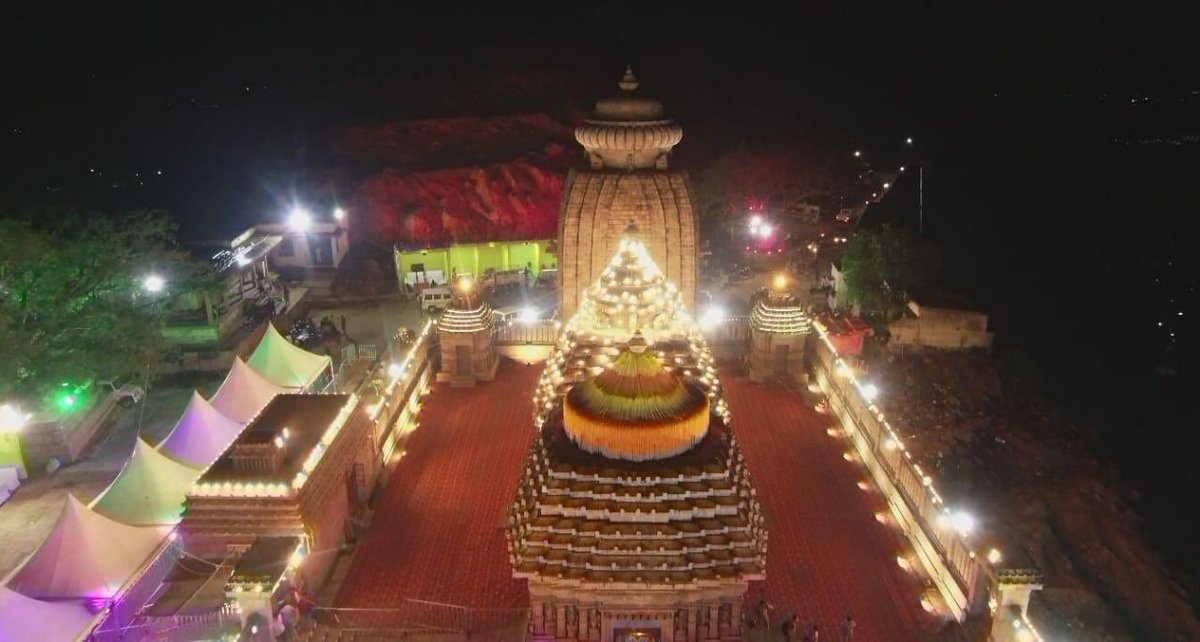
Templo Tara Tarini durante o Chaitra Jatra

O Chaitra Jatra, também conhecido como Jatra do Tara Tarini, ocorre às terças-feiras (ou Maṅgaḷabāra) do mês hindu de Chaitra. Os devotos acreditam que a tonsura de seus filhos é auspiciosa durante este período. Centenas de barbeiros são mantidos perto do templo para ajudar os devotos. Durante esta festividade, um Khechidi Bhoga especial é servido às divindades, que mais tarde é vendido aos devotos por ₹ 7 por porção, da meia-noite de segunda-feira até às 18h de terça-feira.

### Sankranti Mela
O Sankranti Mela é realizado em cada Sankranti (todo primeiro dia de cada mês hindu). Este dia é considerado muito auspicioso para os Sadhakas do Tantra. O templo fica aberto das 5h30 às 22h para o darshan das divindades. Oferendas não são permitidas dentro do garbhagriha durante o festival, elas são oferecidas ao Bije Pratima, que é mantido no Bije Pithastal especial durante o festival, localizado perto do portão do templo. Um khechudi bhoga especial é preparado e vendido aos devotos por ₹ 7 o pacote nos fundos do templo.